# Hidrolândia (ort i Brasilien, Ceará, Hidrolândia, lat -4,41, long -40,44)
Hidrolândia är en ort i Brasilien.   Den ligger i kommunen Hidrolândia och delstaten Ceará, i den östra delen av landet, 1 500 km nordost om huvudstaden Brasília. Hidrolândia ligger 179 meter över havet och antalet invånare är 10 299.
Terrängen runt Hidrolândia är platt. Runt Hidrolândia är det ganska glesbefolkat, med 22 invånare per kvadratkilometer.. Det finns inga andra samhällen i närheten.
Omgivningarna runt Hidrolândia är huvudsakligen savann.